# Traité sur la tolérance
Le Traité sur la tolérance est une œuvre de Voltaire publiée en 1763.
Ce texte vise la réhabilitation de Jean Calas, protestant faussement accusé et exécuté pour avoir assassiné son fils afin d'éviter que ce dernier ne se convertisse au catholicisme.
Dans ce Traité sur la Tolérance, Voltaire invite à la tolérance entre les religions et prend pour cible le fanatisme religieux (plus particulièrement celui des jésuites chez lesquels il a fait de brillantes études étant jeune homme) et présente un réquisitoire contre les superstitions accolées aux religions.
En janvier 2015, à la suite de l'attentat contre Charlie Hebdo, l'ouvrage de Voltaire se place au sommet des ventes des librairies un peu partout dans le monde. Ses ventes en France explosent avec 185 000 exemplaires vendus en 2015 contre 11 500 en 2014.

## Contexte
L'œuvre voltairienne fait suite au procès, à la condamnation à mort et à l'exécution de Jean Calas, père de famille huguenot, le 10 mars 1762.
Jean Calas appartient à une famille protestante à l'exception de sa servante, catholique, et d'un de ses fils, converti au catholicisme.
À la suite de la mort par suicide supposé de son fils aîné, la famille Calas se retrouve faussement accusée d'homicide volontaire.
La famille est mise aux fers et le père, à la demande populaire, et sur ordre de 13 juges, est condamné à mort malgré l'absence de preuve. Le contexte historique est alors encore fortement marqué par les guerres de Religion françaises des siècles précédents.
À la suite de l'exécution de Jean Calas, qui plaide son innocence jusqu'à sa mort, le procès est rejugé à Paris et, le 9 mars 1765, la famille Calas est réhabilitée.

## Contenu
La table des matières reproduite ci-dessous montre la démarche philosophique de Voltaire pour faire progresser le concept de tolérance. Il commence par un rappel des faits, poursuit en montrant que la tolérance devrait être naturelle pour le genre humain. Il se réfère aux anciens Grecs et Romains, puis détruit ensuite toutes les objections et notamment celle du martyr. Il investigue dans le Judaïsme, qu'il connaît bien, et n'y trouve pas plus de trace d'intolérance.
Ensuite, il se penche sur la Chrétienté. Il donne sa conception du rapport entre Jésus-Christ et la tolérance en montrant constamment des signes de respect, d'allégeance, et en fournissant le plus possible de références chrétiennes comme Jésus-Christ lui-même, la Bible et les évangiles, et de nombreux auteurs chrétiens.
Mais s'il a commencé horrifié en rapportant les faits, il n'oublie pas de faire sourire, et la fable chinoise finit de convaincre les rieurs :
1. Histoire abrégée de la mort de Jean Calas ;
2. Conséquences du supplice de Jean Calas ;
3. Idée de la réforme du XVIe siècle ;
4. Si la tolérance est dangereuse, et chez quels peuples elle est permise ;
5. Comment la tolérance peut être admise ;
6. Si l'intolérance est de droit naturel et de droit humain ;
7. Si l'intolérance a été connue des Grecs ;
8. Si les Romains ont été tolérants ;
9. Des martyrs ;
10. Du danger des fausses légendes et de la persécution ;
11. Abus de l'intolérance ;
12. Si l'intolérance fut de droit divin dans le judaïsme, et si elle fut toujours mise en pratique ;
13. Extrême tolérance des Juifs ;
14. Si l'intolérance a été enseignée par Jésus-Christ ;
15. Témoignages contre l'intolérance ;
16. Dialogue entre un mourant et un homme qui se porte bien ;
17. Lettre écrite au Jésuite Le Tellier, par un bénéficier, le 6 mai 1714 ;
18. Seuls cas où l'intolérance est de droit humain ;
19. Relation d'une dispute de controverse à la Chine ;
20. S'il est utile d'entretenir le peuple dans la superstition ;
21. Vertu vaut mieux que science ;
22. De la tolérance universelle ;
23. Prière à Dieu ;
24. Post-scriptum ;
25. Suite et conclusion.

## Édition
- Traité sur la tolérance, Genève, s.n. (édition originale), 1763    (Wikisource)